# 尼科洛·巴雷拉
尼科洛·巴雷拉（義大利語：Nicolò Barella；1997年2月7日—），意大利足球運動員，現效力意甲球會國際米蘭，意大利國家足球隊成員，司職中場。

## 俱樂部生涯
1997年出生的巴雷拉九歲的時候就已經加入了卡利亞里的青訓體系，並在18歲便完成了在一線隊的首秀。隨後便被租借到科莫，租借後返回球隊迅速佔據了隊內的一個首發位置。
他在17-18賽季打入六粒進球。2019年，國際米蘭以租借一年+2800萬買斷巴雷拉。
意大利杯對陣佛羅倫薩的比賽中，加時賽末尾階段正是巴雷拉的45度斜傳助攻頭球破門，在聯賽中對尤文圖斯的國家德比，他接到隊友巴斯托尼一的長傳破門得分。
2019年9月18日，國米1-1戰平布拉格斯拉維亞的比賽，巴雷拉在最後時刻進球，幫國米在主場拿下了1分。巴雷拉本場比賽上演了歐冠的首秀，他也成為了繼2017年的後，第一位歐冠首秀就進球的意大利球員。
2021年5月，巴雷拉隨隊獲得2020-21賽季意甲冠軍，但國際米蘭班主張康陽卻要求主帥與球員們減薪，不少奪冠成員下賽季可能將離隊。
2023年6月，巴雷拉随队进入欧冠决赛，但是最终以0：1的比分憾负曼城，最终夺得亚军。

## 國家隊生涯
2016年欧洲U-19足球锦标赛，巴雷拉隨球隊一起進入決賽，最終輸給法國U19。
2017年10月，巴雷拉曾經被主帥召入意大利國家足球隊，但沒有得到任何上場機會。
2018年10月11日的一場國際足球友誼賽比賽中，意大利1-1戰平烏克蘭，巴雷拉完成了個人在意大利國家隊的首秀。
巴雷拉參加了2020年歐洲國家盃。7月2日，他在對陣比利時的8強賽為義大利隊首開紀錄，隨後又助攻打入一球，在四分之一決賽中2-1戰勝比利時。7月11日，他隨隊獲得歐洲國家盃冠軍。

## 榮譽

### 球會
国际米兰
- 意大利足球甲级联赛冠軍：2020-21賽季[6]，2023-24賽季[6]，
- 意大利杯冠軍：2021-22賽季，2022-23赛季
- 意大利超级杯冠军：2021-2022赛季，2022-2023赛季，2023-2024赛季
- 欧洲冠军联赛亚军：2022-23赛季

### 國家隊
義大利
- 歐洲國家盃冠軍：2020[10]

### 個人
- 意大利足球甲级联赛最佳中場：2020-21賽季[11]

### 勳章
- 5級／騎士－意大利共和國功勳騎士勳章：2021[12]

## 外部連結
- Soccerway資料庫：尼科洛·巴雷拉
- 尼科洛·巴雷拉在BDFutbol中的档案